# Гатро, Жан-Пьер
Жан-Пьер Гатро́ (фр. Jean-Pierre Gaterau; 1763—1794) — французский ботаник.

## Биография
Жан-Пьер Гатро родился 6 сентября 1763 года в городе Монтобан, ныне расположенного на территории департамента Тарн и Гаронна. Учился в Университете Монпелье, в 1786 году получил степень доктора медицины.
Работал в больнице в Монтобане, также учился ботанике у известного учёного Антуана Гуана. В 1789 году издал книгу с описаниями растений, произрастающих  близ Монтобана, снабдив многие ранее описанные Линнеем виды биноминальными названиями, основанными на более ранних полиноминальных названиях Турнефора, Баугина и Табернемонтана.
28 сентября 1794 года Жан-Пьер Гатро скончался.

## Некоторые научные работы
- Gaterau, J.P. (1789). Description des plantes qui croissent aux environs de Montauban. 216 p.